# 貝尼托·墨索里尼之死
第二次世界大戰期間義大利王國的首相（1922－1943）及義大利社會共和國的獨裁者（1943－1945）貝尼托·墨索里尼，在第二次世界大戰歐洲戰場即將結束的最終幾天遭到意大利游擊隊逮捕，並立即在北意大利科莫省梅澤格拉鎮朱利諾村被處決。
在一般公認的歷史事件版本裡，貝尼托·墨索里尼是被化名為「瓦雷里奧上校」的意大利共產黨游擊隊員瓦爾特·奧迪西奧所處決的。然而，自第二次世界大戰結束後，墨索里尼的死亡情況，誰執行了處決，在意大利一直是一個充滿疑點和爭議的歷史事件。
1940年6月10日，墨索里尼領導意大利加入第二次世界大戰。1941年至1942年墨索里尼領導下的意大利非常成功地成為一個地中海帝國，除戰前殖民地及保護國阿爾巴尼亞王國外，意大利在戰時控制著希臘國、克羅地亞獨立國的西部、達尔馬提亞、法國南部、科西嘉島、法屬突尼西亞和蒙特內哥羅。但自盟軍逐漸佔領意大利的殖民地和佔領区以及登陸意大利本土，人民開始反對他。到了1943年7月，墨索里尼被國王維托里奧·伊曼紐爾三世及法西斯党罷免，導致意大利投降。盟友的投降使德國出兵佔領意大利北部維持局勢並營救墨索里尼，墨索里尼卻淪為意大利北部一個傀儡國家義大利社會共和國的領導者，並面臨同盟國從南方進軍，以及游擊隊員日益強大的進攻。1945年4月，隨著盟軍突破了意大利北部最後的德國防禦，義大利人的游擊隊也接連佔領了各個城鎮，墨索里尼的局勢變得難以為繼。4月25日，他逃離了在義大利最後的根據地米蘭，並試圖逃往瑞士邊境。 他和他的情婦克拉拉·貝塔奇於4月27日被科莫湖栋戈附近的游擊隊員抓獲。 第二天下午，在阿道夫希特勒自殺前兩天，墨索里尼和佩塔奇被游擊隊處決身亡。
墨索里尼和貝塔奇死後，遺體被游擊隊曝屍在洛雷托廣場，而遭到大批憤怒的民眾侮辱洩憤，然後屍體被倒掛在廣場上的服務站上方的金屬樑上。之後，墨索里尼被埋葬在一個沒有標記的墳墓中，但在1946年，他的屍體被法西斯支持者挖出並被偷走了。四個月後，義大利當局將其收回，然後在接下來的11年裡將其隱藏起來。最後，1957年，他的遺體被允許埋葬在他的家鄉普雷達皮奧的家族地下室，他的墳墓已經成為新法西斯主義的朝聖之地，他的死亡週年紀念以新法西斯集會為標誌。
戰後，墨索里尼之死的過程被廣泛質疑(但爭議一般來自義大利國內，而非國際上)，某種程度與甘迺迪遇刺案陰謀論相提並論。新聞工作者、政治人物、歷史學家懷疑瓦爾特·奧迪西奧所敘述版本的真實性，並提出了各種關於墨索里尼如何死亡，以及誰處決了他的眾多理論和猜測。在不同時期被認為實際殺死墨索里尼，就至少有12人，包括後來成為義大利共產黨總書記的路易吉·隆哥，和義大利總統亞歷山德羅·佩爾蒂尼。一些作家認為墨索里尼的死是英國特種部隊行動的一部分，據說，目的是找回妥協的「秘密協議」，和墨索里尼與溫斯頓·邱吉爾的通信，墨索里尼據稱在他被捕時仍攜帶這些文件。然而，奧迪西奧作為墨索里尼的劊子手的「官方」解釋，暫時仍然是最可信的版本。

## 背景

### 第二次世界大戰義大利戰場

義大利社會共和國實質控制的區域─1943年12月包括淺綠和深綠部份，1944年9月僅剩深綠色部份。

墨索里尼1922年之後，一直是義大利的法西斯黨領袖兼義大利總理，並在1925年之後獲得了「元首」（Il Duce）的頭銜。1940年6月，他帶領義大利站在一方德國加入第二次世界大戰。1943年7月，隨著西西里島戰役戰敗，墨索里尼絕對的權力和統治基礎開始動搖，7月25日，在格蘭迪決議之後，墨索里尼被埃马努埃莱三世国王召见，墨索里尼被国王告知他已被解职并将被陸軍元帥佩特罗·巴多格里奥接替，国王同时承诺将保证其人身安全。不清楚国王真实企图的墨索里尼在稍后离开时便遭逮捕。
隨後，義大利投降，但墨索里尼被德國空降特種部隊的突擊救出，在希特勒支持下，墨索里尼在義大利北部，成立了實質由德國控制的傀儡國家「義大利社會共和國」，由於首都位於義大利北部加爾達湖附近的薩羅，故又被稱為「薩羅共和國」。
到了1944年，薩羅共和國同時要面對同盟國的攻勢與日益壯大的游擊隊。1944年夏天，盟军在義大利半島不斷向北推進，相繼占领了羅馬和佛羅倫斯，随着哥德防線於1945年4月被盟軍突破，薩羅共和國與義大利的德軍面臨了全面潰敗的局面。從4月中旬開始，墨索里尼轉移至米蘭，他和他的政府暫時撤退至这個城市。四月底，領導抵抗運動共產黨游擊隊的「北義大利全國解放委員會」（義大利文:Comitato di Liberazione Nazionale Alta Italia，英文：Committee of National Liberation for Northern Italy，簡稱CLNAI）宣布，随着德国军队撤退，義大利北部大城鎮都將起義 。随着CLNAI在控制了米蘭，以及意大利北部的德国军队即将投降，墨索里尼于4月25日逃离米蘭并试图往北逃向瑞士。在墨索里尼离开米蘭的同一天，CLNAI宣布：

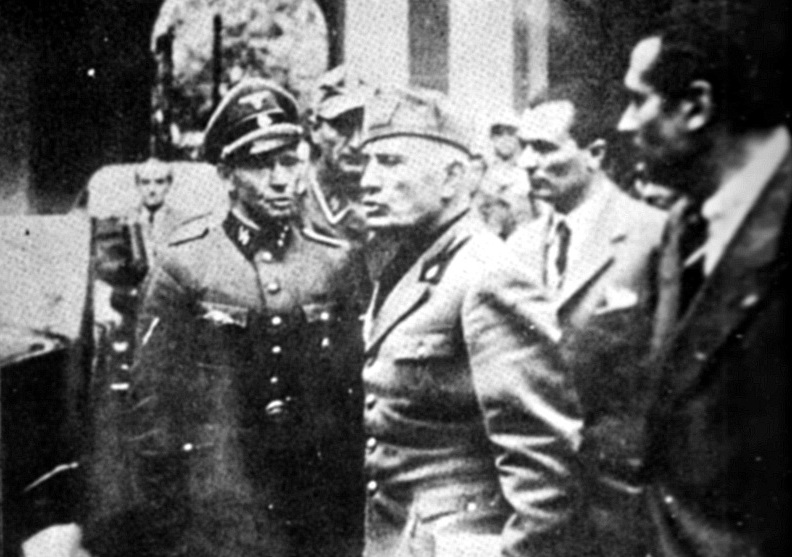
1945年4月25日，墨索里尼的法西斯政權棄守了米蘭地區，這張照片被認為是他在世的最後影像，三天之後他就被游擊隊員俘虜並處決。

法西斯政府的成员，和那些犯有宪法保障压制罪、摧毁人民自由、制造法西斯政权、與敵人妥协並背叛国家，使全國陷入目前灾难的法西斯领导人，将被处以死刑的惩罚。

 — CLNAI， 1945年4月25日颁布的法令

### 被游擊隊俘虜

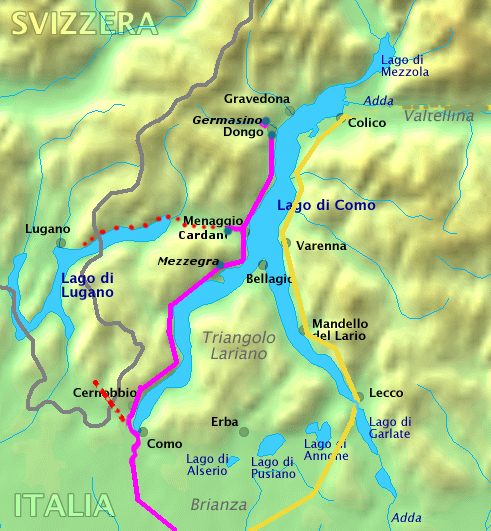
離開米蘭之後，墨索里尼在科莫湖一帶的逃亡路線（粉紅色）

1945年4月27日，墨索里尼和他的情婦克拉拉·貝塔奇，以及其他法西斯領導人，隨著一個德軍的車隊在逃亡的路上，經過科莫湖西北岸的栋戈村附近時，由Pier Luigi Bellini delle Stelle和Urbano Lazzaro領導的一群當地共產主義游擊隊員，襲擊並攔阻了車隊。游擊隊員在車隊中認出了一名意大利法西斯領導人，但此時尚未發現車隊中的墨索里尼。游擊隊讓德國人交出所有意大利人，並讓德國人離開。最終，游擊隊在車隊中發現了意志消沉的墨索里尼。Lazzaro之後回憶說：
他的臉色看起來蠟黃，而且目光呆滯，不知道為什麼，似乎已經失明了。我察覺他完全的精疲力竭，但沒有恐懼 ... 墨索里尼似乎完全缺乏意志，精神上已經死了
游擊隊員將墨索里尼逮捕並帶他到栋戈，在那裡的當地軍營，他度過了當晚的幾個小時 。在栋戈，應墨索里尼的要求，在4月28日大約凌晨2點30分時與佩塔奇重聚。總共有50多名法西斯領導人及其家屬，被游擊隊發現並被逮捕，除了墨索里尼和佩塔奇之外，其中較著名的16人，第二天在栋戈即被處決，另外10人在之後的兩晚也接連被游擊隊殺死。

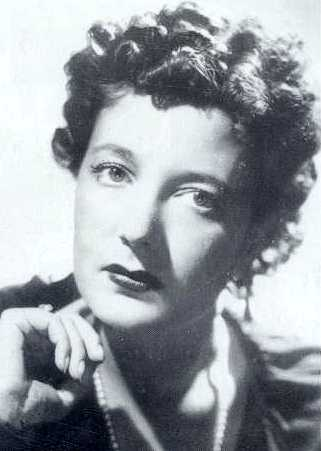
墨索里尼的情婦克拉拉·貝塔奇，1945年4月28日和墨索里尼一同被游擊隊殺死。

由於栋戈周邊地區的戰鬥仍在繼續，游擊隊擔心墨索里尼和佩塔奇可能會被法西斯支持者救走，游擊隊員在半夜將他們帶到附近一個名叫「德瑪麗亞」的農民家庭的農場，墨索里尼和佩塔奇度過了剩下的夜晚，直到死前，大部分時間都在那裡度過。
墨索里尼被俘之後，義大利社會黨游擊隊領導亞歷山德羅·佩爾蒂尼(1978年至1985年成為義大利總統)在米蘭的電台宣布:
非法的政治聯盟首領墨索里尼，在他懦弱地帶著仇恨和恐懼，想要穿越邊界到瑞士之前，被逮捕了。他必須被移交給人民法庭，以便迅速審判他，這樣做是我們渴望的，雖然我們認為，行刑隊對於這個人來說，都太過榮耀了，他應該像條髒狗一樣的被殺死

### 游擊隊作出處決墨索里尼的決定
關於誰決定墨索里尼應該被即決處決的人存在不同的說法。義大利共產黨总书记帕爾米羅·陶里亞蒂聲稱，墨索里尼在被捕前，他已下令處決。陶里亞蒂說，他在1945年4月26日通過無線電信息這樣說：「惟一要做的決定就是，他們(墨索里尼和其他法西斯領導人)必須為他們的法西斯領導人身份，而用生命付出代價。」他還聲稱他曾作為羅馬政府副總理和共產黨領導人下達命令。當時義大利的新任總理伊萬諾埃·博諾米，後來否認這是在他的政府授權或批准的情況下說的 。當時在米蘭的較資深共產主義者路易吉·隆哥表示，該命令來自游擊隊隊的總指揮部「應該請求CLNAI決定」 。隆哥隨後給出了一個不同的故事：他說，當他和義大利行動黨的成員Fermo Solari（屬於CLNAI的成員之一）聽到墨索里尼被捕的消息後，他們立即同意他應該被立即處決，隆哥隨後下令處決墨索里尼。

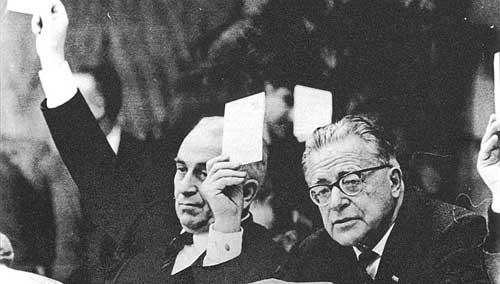
路易吉·隆哥(圖左)和帕爾米羅·陶里亞蒂在戰後一場義大利共產黨的會議中

## 處決執行

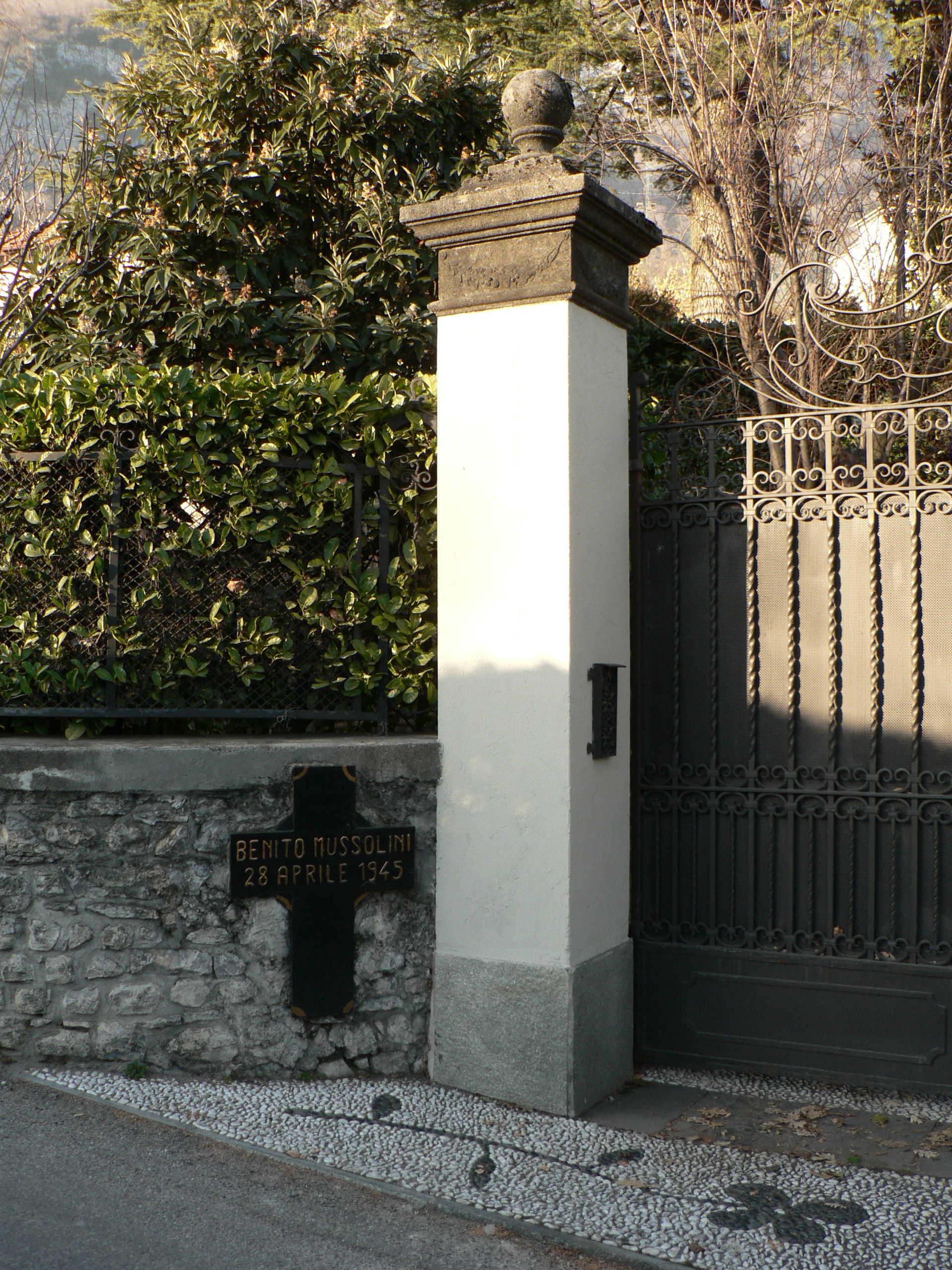
墨索里尼和佩塔奇被處決的别墅門口

雖然關於墨索里尼和佩塔奇如何死亡的理論，戰後提出了幾個相互衝突的版本，但瓦爾特·奧迪西奧的說法，或者至少是它的基本組成部分，仍然是最可信的，有時在意大利被稱為「官方」版本。瓦爾特·奧迪西奧的說法很大程度上得到了奧爾多·蘭普雷迪的證實，故事中「經典」的部份，在20世紀60年代Bellini delle Stelle和Urbano Lazzaro，以及記者佛朗哥·班迪尼撰寫的書中，都有所闡述。雖然不同版本的描述中，有細節上的差異，但它們在主要事實上是一致的。
奧迪西奧和Lampredi於4月28日早上離開米蘭前往栋戈，執行了路易吉·隆哥給予奧迪西奧的命令 。抵達栋戈之後，他們和當地游擊隊指揮官Bellini delle Stelle會面，安排將墨索里尼交給他們，奧迪西奧在這過程中使用了「瓦雷里奧上校」的化名。下午，他與包括Aldo Lampredi和Michele Moretti在內的其他游擊隊員，一起驅車前往De Maria家族的農舍，帶走了墨索里尼和佩塔奇。二人被游擊隊帶走後，他們被送到附近一處叫Giulino 的村子。車輛經過一個名為Belmonte別墅的入口處，駛過一條被稱為稱為「XXIV maggio」的狹窄道路，墨索里尼和佩塔奇被命令靠著別墅的圍牆站好。瓦爾特·奧迪西奧隨後在下午4:10 ，用另一名游擊隊員Moretti的衝鋒槍射殺了墨索里尼和佩塔奇，沒有用自己的武器是因為他的槍子彈卡住了。
Lampredi和奧迪西奧的敘述存在差異，奧迪西奧的說法呈現了墨索里尼死前怯懦的一面，而Lampredi的說法卻沒有這些。奧迪西奧說他當面向墨索里尼和佩塔奇宣讀了死刑判決，Lampredi的說法也沒有這些。Lampredi說，墨索里尼的最後一句話是「瞄准我的心」，但是在奧迪西奧的說法中，墨索里尼在被處決執行過程中沒有說什麼。
其他參與處決的當事人說法也存在差異，包括Lazzaro和Bellini delle Stelle。後者表示，當他在栋戈遇到奧迪西奧時，奧迪西奧要求列出前一天被捕的法西斯官員名單，並標明墨索里尼和佩塔奇的名字，以便處決。 Bellini delle Stelle表示，他向奧迪西奧質疑，為什麼Petacci應該被處決？奧迪西奧回答說，她是墨索里尼的顧問，激勵了他的政策，「她要負的責任，就和墨索里尼一樣」。根據Bellini delle Stelle的說法，沒有其他關於執行死刑過程的其他討論。奧迪西奧的說法卻不同，他聲稱他於4月28日在栋戈召集了一個由Lampredi、Bellini delle Stelle、Michele Moretti和Lazzaro組成的「戰爭法庭」，由這個「法庭」判決了墨索里尼和佩塔奇死刑，對任何處決的意見都沒有任何異議。但Lazzaro否認有這樣一個法院存在
我認為墨索里尼應該被處死......但是應該依法進行審判，我們的作法實在非常野蠻。
在奧迪西奧20世紀70年代寫的一本書中指出，4月28日在游擊隊的會議中，在黨員會議上執行墨索里尼的決定，是根據CNLAI法院憲法第15條對仲裁庭的有效判決，但是由於沒有法官或「戰爭委員」(Commissario di Guerra)出席(游擊隊的法令要求出席），這一說法值得懷疑。

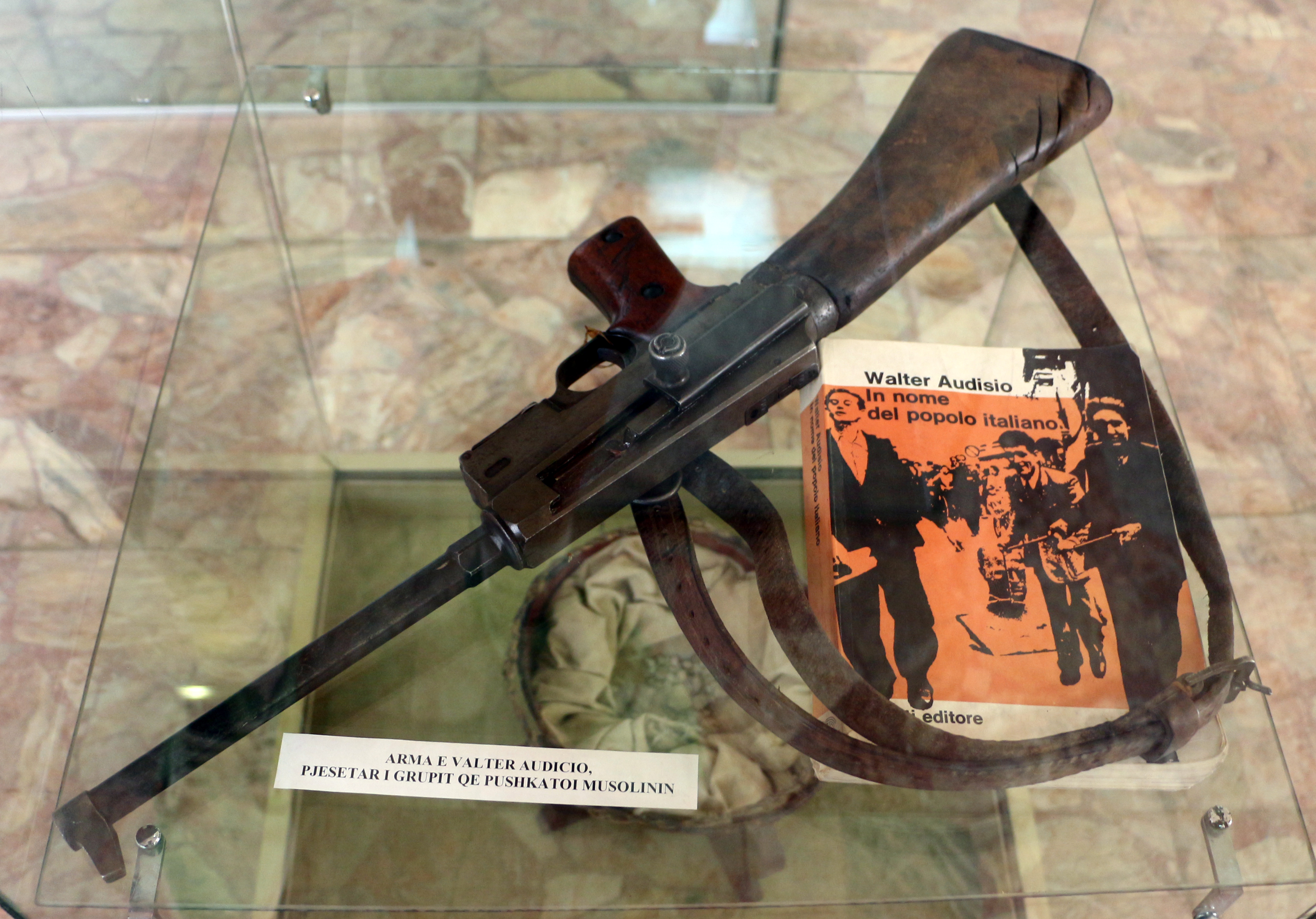
游擊隊員Michele Moretti的法製MAS-38衝鋒槍，被認為是奧迪西奧射殺墨索里尼所使用的槍枝(收藏於阿爾巴尼亞國家歷史博物館)

## 後續事件
在墨索里尼的獨裁統治期間，任何關於他的身體的影像呈現─例如他從事赤裸上身，或半裸的體力勞動的照片─形成了法西斯宣傳的核心部分。他的身體在他去世後，仍然是一個強有力的象徵，使其受到支持者的尊敬，或被反對者的蔑視和不尊重對待，並具有更廣泛的政治意義。

### 洛雷托廣場

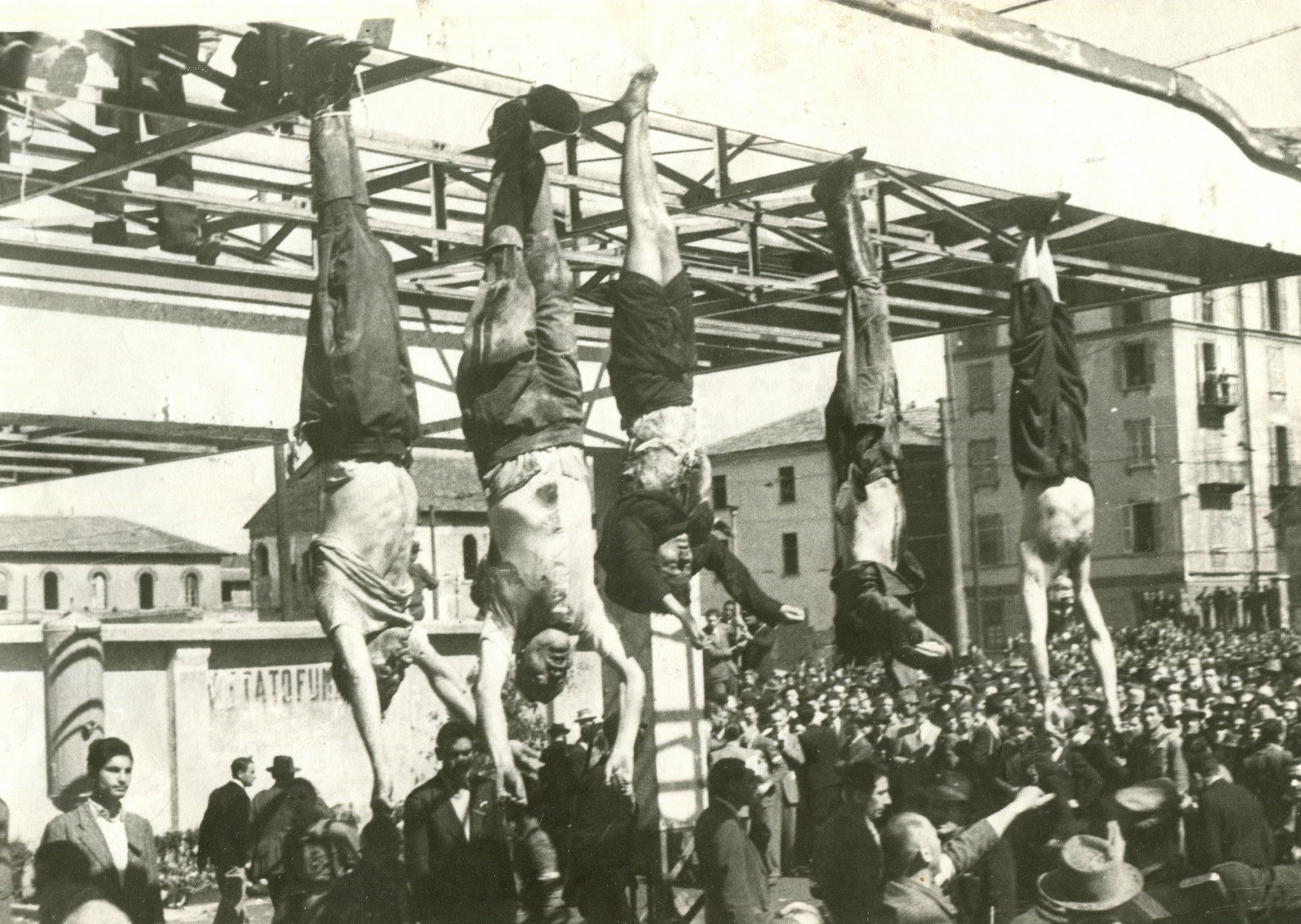
墨索里尼（左邊第二個）和情婦佩塔奇與其他法西斯份子的遺體，被倒吊示眾(攝於米蘭，1945年)

### 陳屍地點與屍體的檢驗

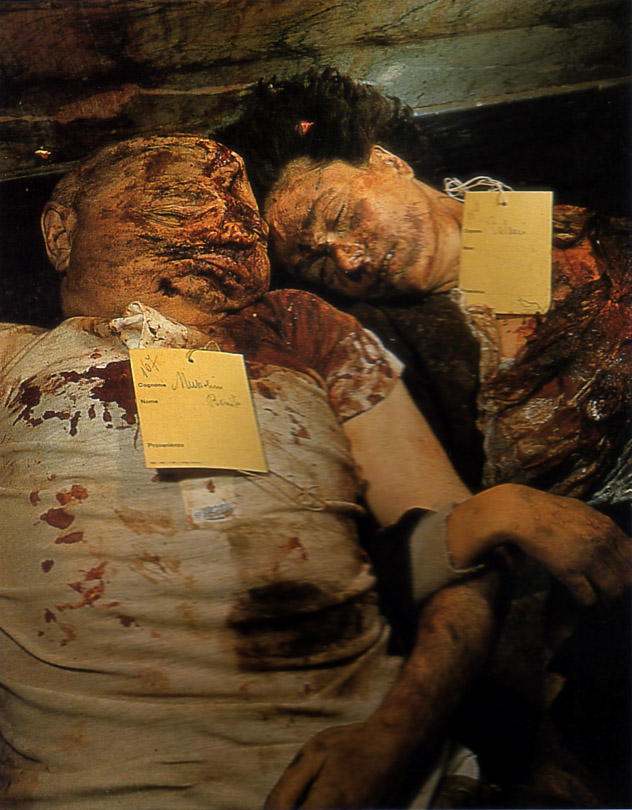
墨索里尼和貝塔西的尸体，由一位美軍攝影師在米蘭太平間拍攝

下午2點左右4月29日，剛進入米蘭的美軍下令將屍體卸下並送往市立太平間進行驗屍。一名美國陸軍攝影師前往太平間拍攝了屍體的照片以供發表，其中一張照片中墨索里尼與和他的情婦貝塔西的姿勢有些恐怖，好像他們手挽手。
4月30日，米蘭法醫研究所對墨索里尼進行了屍檢。在隨後的報導中，一個版本稱他被擊中了九顆子彈，而另一個版本則稱他被擊中了七顆子彈。死亡原因是心臟附近中了四顆子彈。子彈的口徑尚未確定。墨索里尼的大腦樣本被提取並送往美國進行分析。其目的是證明梅毒導致他精神錯亂的假設，但分析沒有結果。墨索里尼的屍體上沒有發現梅毒的證據，也沒有對貝塔奇進行屍檢。

### 遺體被竊及下葬
1946年4月23日至24日的晚上，三個法西斯主義者盗走了墨索里尼的屍體。最初屍體被藏在當地的修道院內，5月7日，屍體被轉移藏匿在帕維亞卡爾特修道院直到8月被義大利警方發現。出於政治因素考慮，義大利政府將墨索里尼的屍體秘密藏匿在馬焦雷山（Cerro Maggiore）的修道院，直到1957年，在墨索里尼遺孀雷切爾·墨索里尼的多次懇求請願之下，歸還了墨索里尼的屍體。而屍體最終在其出生地普雷達皮奧下葬。

## 相關參考資料

### 書本
- Audisio, Walter. . Teti (Italy). 1975. ISBN 88-7039-085-3.
- Bailey, Roderick. . Faber & Faber. 2014. ISBN 978-0-571-29920-1.
- Baima Bollone, Pierluigi. . Mondadori (Italy). 2005. ISBN 88-04-53487-7.
- Bandini, Franco. . Mondadori (Italy). 1978.
- Bellini delle Stelle, Pier Luigi; Lazzaro, Urbano. . Mondadori (Italy). 1962.
- Blinkhorn, Martin. . Routledge. 2006. ISBN 978-1-134-85214-7.
- Bosworth, R. J. B. . Bloomsbury Publishing. 2014. ISBN 978-1-84966-444-8.
- Cavalleri, Giorgio;  et al. . Garzanti (Italy). 2009. ISBN 88-11-74092-4.
- Clark, Martin. . Routledge. 2014. ISBN 978-1-317-86603-9.
- Di Bella, Maria Pia. . Borneman, John  (编). . Berghahn Books. 2004: 33–62. ISBN 978-1-57181-111-0.
- Duggan, Christopher. . Houghton Mifflin Harcourt. 2008. ISBN 0-618-35367-4.
- Duggan, Christopher. . Oxford University Press. 2013. ISBN 978-0-19-973078-0.
- Garibaldi, Luciano. . Enigma. 2004. ISBN 978-1-929631-23-0.
- Lazzaro, Urbano. . Mondadori. 1993. ISBN 88-04-36762-8.
- Lonati, Bruno Giovanni. . Mursia (Italy). 1994. ISBN 88-425-1761-5.
- Luzzatto, Sergio. . Henry Holt and Company. 2014. ISBN 978-1-4668-8360-4.
- Moseley, Ray. . Taylor Trade Publications. 2004. ISBN 978-1-58979-095-7.
- Neville, Peter. . Routledge. 2014. ISBN 978-1-317-61304-6.
- O'Reilly, Charles T. . Lexington Books. 2001. ISBN 978-0-7391-0195-7.
- Payne, Stanley G. . University of Wisconsin Press. 1996. ISBN 978-0-299-14873-7.
- Pisanò, Giorgio. . Il saggiatore (Italy). 1996. ISBN 88-428-0350-2.
- Quartermaine, Luisa. . Intellect Books. 2000. ISBN 978-1-902454-08-5.
- Roncacci, Vittorio. . Macchione (Italy). 2003. ISBN 88-8340-164-6.
- Sharp Wells, Anne. . Scarecrow Press. 2013. ISBN 978-0-8108-7944-7.
- Tompkins, Peter. . Tropea (Italy). 2001. ISBN 88-4380-296-8.

### 新聞報導與相關網站資料、文件
- Audisio, Walter. . L'Unità. March 1947.:

 (PDF). L'Unità. 1947-03-25: 1  [2014-11-06]. （原始内容 (PDF)存档于2014-08-26）.;
 (PDF). L'Unità. 1947-03-25: 2  [2014-11-06]. （原始内容 (PDF)存档于2014-08-26）.;
 (PDF). L'Unità. 1947-03-26: 1  [2014-11-06]. （原始内容 (PDF)存档于2014-08-26）.;
 (PDF). L'Unità. 1947-03-26: 2  [2014-11-06]. （原始内容 (PDF)存档于2014-08-26）.;
 (PDF). L'Unità. 1947-03-27: 1  [2014-11-06]. （原始内容 (PDF)存档于2014-08-26）.;
 (PDF). L'Unità. 1947-03-27: 2  [2014-11-06]. （原始内容 (PDF)存档于2014-08-26）.;
 (PDF). L'Unità. 1947-03-28: 1  [2014-11-06]. （原始内容 (PDF)存档于2014-08-26）.;
 (PDF). L'Unità. 1947-03-28: 2  [2014-11-06]. （原始内容 (PDF)存档于2014-08-26）.;
 (PDF). L'Unità. 1947-03-29: 1  [2014-11-06]. （原始内容 (PDF)存档于2014-08-26）.;
 (PDF). L'Unità. 1947-03-29: 2  [2014-11-06]. （原始内容 (PDF)存档于2014-08-26）.
- BBC History. . BBC.   [2014-11-11]. （原始内容存档于2018-10-16）.
- Bompard, Paul. . Times Higher Education. 1995-10-16  [2014-11-14].
- Foot, John. . History Today. 1999, 49 (8)  [2014-11-11]. （原始内容存档于2017-03-17）.
- Hooper, John. . The Guardian. 2006-02-28  [2014-11-07]. （原始内容存档于2014-09-21）.
- Owen, Richard. . The Times. 2004-08-28  [2014-11-14]. （原始内容存档于2017-01-18）.
- Samuel, Henry. . The Daily Telegraph. 2010-09-02  [2014-11-14]. （原始内容存档于2020-06-13）.
- Squires, Nick. . The Daily Telegraph. 2009-11-21  [2014-11-12]. （原始内容存档于2020-11-09）.